# Tina Frank (Grafikdesignerin)

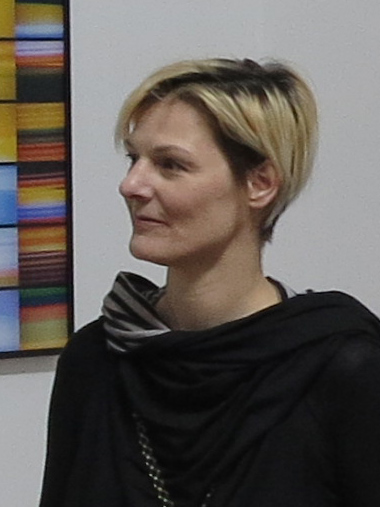
Tina Frank (2015)

Tina (Christina) Frank (* 24. Februar 1970 in Tulln) ist eine österreichische Grafikdesignerin, Künstlerin und Hochschullehrerin.

## Leben
Frank studierte an der Höheren Graphischen Lehr- und Versuchsanstalt (HGBLVA) in Wien, im Anschluss arbeitete sie von 1992 bis 1994 bei MetaDesign. Sie lebt und arbeitet seit 1995 als Grafik-Designerin und Künstlerin in Wien und Linz.
Wurzeln ihres Schaffens liegen im Webdesign sowie der Gestaltung von Musikverpackungen für experimentelle elektronische Musik. Mitte der 1990er Jahre begann sie mit digitaler Echtzeit-Visualisierung, Video und Multimedia zu arbeiten. Sie unternimmt seither weltweit Aufführungen auf Musik-, Film- und Medienfestivals. 2006 erhielt das Video chronomops den ersten Preis beim Filmfestival Diagonale (Filmfestival) als bester Experimental-, Animations- oder Kurzfilm.
Sie gründete Firmen in Wien und Berlin. Ihr aktueller Arbeitsschwerpunkt liegt im Bereich von Editorial Design, Web Design und Datenvisualisierungen, bzw. im experimentellen Bereich der Visualisierung von Musik. 2007 fand ihre Arbeit Erwähnung im Buch Graphic Design for the 21st Century als eine der top 100 graphic designers worldwide.
Seit Oktober 2008 leitet Tina Frank als Professorin die Studienrichtungen Bachelor »Grafik Design und Fotografie« sowie Master »Visuelle Kommunikation« an der Kunstuniversität Linz. Sie hält international Vorträge und publiziert zu Design und Musik. Ihre künstlerische Arbeit dreht sich um Visualisierungsformen von Musik.

## Auszeichnungen
- »diagonale 06« 1. Preis für das Video »chronomops« als bester innovativer Experimental-, Animations- oder Kurzfilm 2005/2006[3]
- Erwähnung unter den »top 100 graphic designers worldwide« in dem Buch »Graphic Design for the 21st Century« des Taschen Verlags (2005)

## Werke (Auswahl)

### Filme
- 2013: Colterrain, Celluloid, Vertical Cinema, colour, 10:20 min, music by COH
- 2010: vergence, video 16:9, colour, 4channel sound, 06:30 min, co-created with Florian Hecker
- 2006: grounded, DVD 4:3, colour, stereo, limited edition 34 + 7, 11:20 min, co-created with Florian Hecker
- 2005: chronomops, video 4:3, colour, stereo, 02:00 min, Music by General Magic
- 2003: starlight 1, video 4:3, colour, stereo, 03:30 min, Music by Pita Rehberg
- 2003: kidds fuzz series, Music by General Magic & Pita Rehberg
- 2001: glambox, video 4:3, colour, stereo, 00:21 min, Music by Gerhard Potuznik & Ramon Bauer
- 2001: pitbudp, video 4:3, colour, stereo, 02:50 min, Music by Pita Rehberg
- 2000: end of skot, video 4:3, colour, stereo, 04:00 min, co-created with Mathias Gmachl & Florian Hecker
- 1999: Skot vs. Hecker, video 4:3, colour, stereo, 26:00 min, Music by Florian Hecker, co-created with Mathias Gmachl
- 1998: aka, video 4:3, colour, stereo, 01:00 min, Music by General Magic, created by Mathias Gmachl & Tina Frank
- 1998: aus, video 4:3, colour, stereo, 04:00 min (11), created by Mathias Gmachl & Tina Frank (Skot)
- 1996: Tyrrell, video 4:3, colour, stereo, 04:00 min, Music by General Magic
- 1996: iii, video 4:3, colour, stereo, 01:00 min, Music by Pita Rehberg

### Videoperformances und Installationen
- 2019: »Wenn es uns nicht mehr gibt?« Klanglichtfestival Graz[4]
- 2015: »Close to the Knives: A Memoir of Disintegration. Soundwalk Collective feat.Nan Goldin« Nuits Sonores, FR
- 2014: »Killer Road. Soundwalk Collective feat.Patti Smith« Volksbühne Berlin, DE
- 2014: »Vertical Cinema«, Stedelijk, Amsterdam, NL
- 2009: »Menu for Visual Gourmets« Inauguration Lecture @ Kunstuniversität Linz
- 2006: »medienturm SHOWS 11« Vienna
- 2005: »dis-patch« Belgrade
- 2004: »Buenos Aires Festival Internacional de Cine Independiente« Buenos Aires
- 2003: »Lovebytes« Sheffield
- 2002: »Phonotaktik« ACI (Austrian Cultural Forum), New York
- 2001: »Fondation Cartier« Paris
- 1998: »FUSE98« San Francisco

## Einzel und Gruppenausstellungen (Auswahl)
- 2015: »SERENDIPITÄT. Kunst zw. Programm und Zufall«, Temporäre Halle für Kunst, Linz – AT
- 2012: »Against the Specialist«, Austrian Cultural Forum, New York – US
- 2009: »Siggraph 2009«  New Orleans, USA
- 2008: »Colorfield Film and Video« @ Tate, London – UK
- 2007: »art_clips.ch.at.de« ZKM, Karlsruhe[5]
- 2007: »WR07 Media Art Biennale« Wrocław
- 2006: »Lovely Shanghai Music« ZENDAI MOMA, Shanghai[6]
- 2003: »Electronic Music Archive« Kunsthalle St. Gallen
- 2001: »stealing eyeballs« Künstlerhaus, Wien